# Полет 837 на „Вариг“
Полет 837 на „Вариг“ е международен полет от международното летище „Бейрут“, Бейрут, Ливан, до международното летище „Галеао“, Рио де Жанейро, Бразилия, с междинни кацания в Рим, Италия и Монровия, Либерия, управляван от „Вариг“. На 5 март 1967 г., самолетът „Дъглас DC-8-33“, който изпълнява полета, се разбива поради пилотска грешка по време на заход към писта 04 на международното летище „Робъртс“, Харбел, Либерия. От 71 пътници и 19 души екипаж на борда, 50 пътници и бордният инженер загиват, както и 5 души на земята. При катастрофата самолетът се запалва. Това е най-тежкият авиационен инцидент в Либерия към 2024 г.
Разследващите органи установяват, че вероятната причина за катастрофата е „неуспехът на командира да спре навреме бързото снижаване на ниска височина“.